# 京成バス千葉営業所

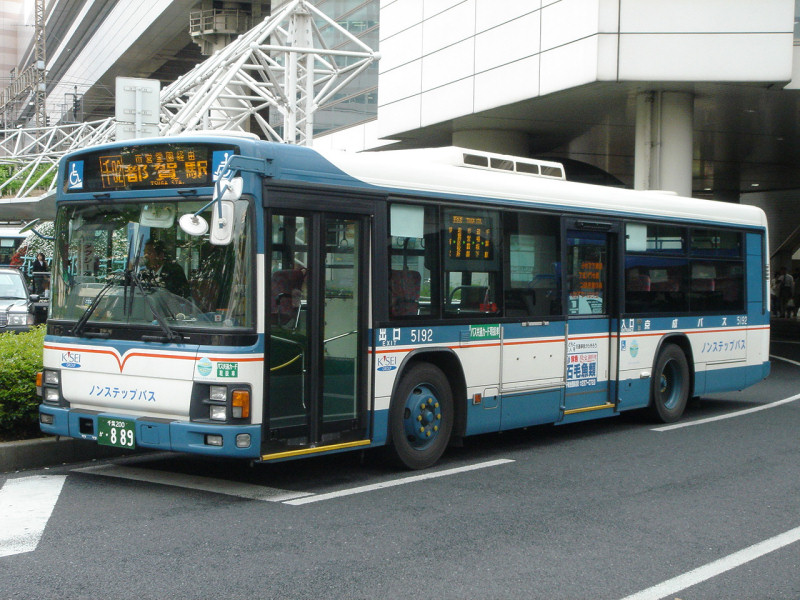
千葉営業所所属車両

京成バス千葉営業所（けいせいバスちばえいぎょうしょ）は、千葉県四街道市吉岡に位置する京成バスの営業所で、千葉市東部、四街道市にある路線や関東近県への成田国際空港リムジンバスを担当している。車庫は営業所併設の御成台車庫、および折り返し専用の千城台車庫がある。千葉大学医学部附属病院の足となっている大学線や、千葉駅と小倉台・千城台・御成台方面との団地を結ぶ各路線を主力としている。社内の営業所記号は5を用いる。ナンバーは千葉である。

## 沿革

### 千葉営業所の設置と千葉市街自動車
千葉営業所の歴史は、京成電気軌道の子会社で、1930年（昭和5年）5月10日に設立された京成乗合自動車に始まる。京成は、バス事業の開始にあたり千葉バス（千葉 - 船橋）・両総自動車（千葉 - 東金。成東営業所の前身）・東葛乗合（船橋 - 国府台。船橋営業所の前身）の3社を買収したが、当時はバス事業の将来性が不透明であったため直営での開業に踏み切れず、当面の経営を同社に当たらせることとした。その後、都内で開始された直営バスの業績が好調であったこと、およびバス業界の活性化が進んだことを受け、千葉県内でもバスの直営が開始されることとなり、1934年（昭和9年）3月1日、京成電気軌道が京成乗合自動車を吸収し、そのまま千葉営業所としたものである。当時の営業所の位置は、初代の京成千葉駅前、現在の中央公園のところであり、船橋・国府台・東金に出張所が置かれていた。

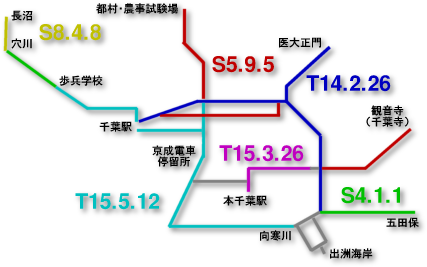
1936年頃の千葉市街自動車路線　（同色線は同時開通。灰色線は開通日不明）

営業所そのものの生い立ちは以上の通りであるが、路線を含めた視点で見た場合には、もう一つの大きな流れがある。それは、1925年（大正14年）7月10日に設立された千葉市街自動車に始まる流れである。同社は戦前、千葉市内のバス路線を中心的に運行していた会社であり、初期の路線は、千葉駅（当時の所在地は要町。現在の市民会館付近）から本町通りを経由して大学病院および寒川方面に至るものであった。その後、新町・新宿方面への拡張および循環線の運行を開始し、さらに穴川・農事試験場（貝塚）・五田保・千葉寺・出洲海岸など周辺部に向かう路線を整備していった。右図は1936年頃の同社路線である。
その後、千葉市街自動車は1938年（昭和13年）までの間に現在の四街道市に本拠を置く四街道乗合自動車を合併した。四街道乗合は1932年（昭和7年）の設立で（当初の社名は千代田乗合自動車）、四街道駅を起点に鎌池・吉岡・小深の3地点に向かう路線を運行していた。以上を継承するとともに、同じ頃、千葉駅 - 農事試験場の路線を高品・原町・鎌池方面へ延長して、千葉 - 四街道間の運行も始めている。
これら千葉市街自動車の路線は、戦時における交通統制により、京成が主体となって千葉市を中心とする地域のバス事業が統合されることとなったため、1944年（昭和19年）8月25日をもって千葉営業所に吸収された。こうして、現在の千葉営業所の基礎が築かれ、終戦を迎えることとなる。

### 戦後の復旧と発展
戦後は、休止路線の復旧と並行して新路線の開通が徐々に進められていった。特に、市街地における伸びが著しく、終戦直後に市街線（稲毛 - 作草部 - 京成千葉駅）の運行が開始されたのをきっかけに、1952年（昭和27年）には循環線が西千葉・作草部方面をまわる新しいルートとなって運行を開始、1953年（昭和28年）には千葉港線（国鉄千葉駅 - 千葉港）、1954年（昭和29年）には穴川線（穴川十字路 - 西千葉駅 - 京成千葉駅 - 大学病院）、1956年（昭和31年）には亥鼻線（西千葉駅 - 作草部 - 要町 - 亥鼻台方面。現・大学病院線）、1957年（昭和32年）には黒砂線（京成稲毛駅 - 西千葉駅 - 京成千葉駅 - 大学病院。後に作草部線となる）と、次々に新線が開通した。千葉港線を除く各線は、新住居の建設・罹災者の転入によって人口の急増した西千葉・稲毛方面を走る路線となっている。また、いずれも千葉駅・京成千葉駅を起点とするのではなく中心市街地を貫通するルートで開通したか、もしくは開通後数年でそうなった路線であり、これは昭和40年代頃までの千葉営業所の市街路線の多くに共通する特徴であった。

また、郊外でもいくつかの新しい路線が運行を開始している。東へ向かうものでは、1951年に新八街線（京成千葉駅 - 川崎十字路 - 八街駅）が開通し、千葉 - 八街間のバスが従来の町方回り（八街線。後のちばフラワーバス都賀線）に加え2ルートに増えるとともに、当時の泉町中心部（現・若葉区更科町）にバスの乗り入れが開始された。この地区では、1956年（昭和31年）に宮田線（京成千葉駅 - 宮田 - 川崎十字路）の運行も始まっている。また、同じく千葉市東部の都川流域に向かう路線として、1955年（昭和30年）に坊谷津線（要町 - 坊谷津）、星久喜線（要町 - 川戸）の2線が新たに整備されている。

一方、西側では、国道16号経由で八千代方面への路線拡張がなされている。この地域の路線については、後に当営業所から分離される長沼営業所の項で詳述する。

### 京成千葉駅、国鉄千葉駅と営業所の移転
このように終戦から10年ほどの間に次々と新線が開通し、車両数が増加したことや、千葉市の戦災復興計画で京成・国鉄両千葉駅の位置に大幅な変更が加えられることとなったことを理由に、千葉営業所は昭和30年代に2度にわたる移転を経験することとなる。

まず、1955年（昭和30年）に、営業所は従来の京成千葉駅前から新町（現・そごうオーロラモールジュンヌ所在地）に移転した。この2年後の1957年（昭和32年）には、京成千葉駅も本千葉町に移転し、ここに京成電鉄、小湊鐡道両社のバスが発着・待機する大規模なバスターミナルが造成された。これにより、同駅周辺を走る路線のルートが大幅に変更されたほか、新ターミナルを起点とする路線の拡充が図られた。このうち中長距離路線では、1959年（昭和34年）の吉岡線（京成千葉駅 - 吉岡 - 四街道駅）、上志津線（京成千葉駅 - 京成志津）、1960年（昭和35年）の井野線（京成千葉駅 - 井野）のように、四街道市および佐倉市西部方面へ向けた新設が目立っている。
1963年（昭和38年）には、国鉄千葉駅も従来の要町から現在地（新千葉一丁目）に移転した。同時に大学線が新駅への乗り入れを開始し、他線の一部は新駅の「広場出入り口」を経由するようになったと当時の新聞に報道されている。また、新駅周辺の整備事業が開始されたことで、翌1964年（昭和39年）に千葉営業所は新駅隣接地の新町から、新宿町（千葉市役所隣接地。後に分社化でちばシティバス本社・営業所となったが、美浜区新港への移転により廃止）に移転することとなった。当時この地区は埋め立てが始まったばかりだったので、広大な車庫用地を確保することができた。
1969年（昭和44年）、北西部の長沼町にあった草野車庫が分離独立して長沼営業所となる。翌1970年（昭和45年）、東部の千城台に千城台車庫が完成した。

### 分離子会社への移行と一般路線縮小
1980年代には千葉駅を発着するバスの多くが京成直営で運行され、千葉営業所も県内有数の大規模拠点だったが、1988年（昭和63年）の千葉都市モノレール1期線（スポーツセンター - 千城台）開業をきっかけに路線の見直しが始まる。
1991年（平成3年）にモノレールが千葉駅まで延長されると、モノレールと並行する都賀線は最終的に廃止となり、小倉団地線はモノレールとの競合に勝てるような再編成が行われた。

1998年（平成10年）、新宿車庫は分離子会社ちばシティバスに引き渡され、新設された御成台車庫が千葉営業所本所となった。その後、単独で黒字を出している路線だけが京成本体に残る形で次々と路線の分離が行われていくが、この際ちばシティは聖域とならず、新規・既存関係なく複数の京成グループバス会社へ四分五裂のごとく路線が引き渡された。こうして、大学病院線と小倉団地線を中心とした数路線だけが京成バスで運行される現在の体制が完成した。

## 現行一般路線

### 大学病院線
- 千03：千葉駅 - 中央三丁目 - 郷土館 - 中央博物館 - 千葉大学病院 (平日のみ)
- 千03-1：千葉駅 - 中央三丁目 - 郷土館 - 中央博物館 - 千葉大学病院- 市立青葉病院 - 南矢作
- 千04：千葉駅 - 中央三丁目 - 郷土館 - 中央博物館 - （千葉大学病院非経由） - 市立青葉病院 - 南矢作 (早朝・夜間～深夜のみ)
  - 大正：[千葉市街自動車]省線千葉駅 - 大学病院（現在の千葉大医学部入口付近）を運行。
  - 1944年（昭和19年）：京成となる。
  - 1963年（昭和38年）4月28日：国鉄千葉駅（旧：省線千葉駅）の移転に伴い、新駅発着に変更。
  - 1970年（昭和45年）頃：市役所線、国鉄千葉駅 - 新町 - 福祉センター - 市役所（現・市役所南口）を開通。
  - 昭和50年代：市役所線を大学線に統合し、市役所 - 国鉄千葉駅 - 大学病院に延長。市役所 - 国鉄千葉駅 - 矢作台市営住宅便を開設（同時かどうか不明）。国鉄千葉駅発着便も存続。
  - 1986年（昭和61年）3月3日：千葉みなと駅 - 大学病院に延長。
  - 1999年（平成11年）12月16日：広小路経由から中央三丁目経由に変更。矢作台市営住宅を南矢作に改称。現在の千03系統に該当する南矢作発着便が大学病院への乗り入れを開始。（大学病院から南矢作へ抜ける交差点が狭く経由していなかったが、改良工事で乗り入れが可能となったため。）また、稲毛線（現在、ちばシティバス作草部線）との直通運転を中止。
  - 2003年（平成15年）5月1日：市立病院を市立青葉病院に改称。
  - 2006年（平成18年）1月1日：大学裏門を千葉大薬学部前に改称。
  - 2009年（平成21年）3月1日：郷土館（千葉県文化会館）を郷土博物館・千葉県文化会館に改称。
  - 2010年（平成22年）10月1日：大学病院を千葉大学病院に改称。198便から234便に増便（内、深夜バス平日2便を運行開始）。
  - 2021年（令和3年）4月1日：千葉大薬学部前を千葉大医学部・薬学部入口に、千葉大医学部入口を千葉大看護学部入口にそれぞれ改称。同時に、千葉大医学部・薬学部入口を南東方向（南矢作方）へ約140m移転。

千葉駅と千葉大学医学部附属病院を連絡する路線である。千葉営業所管内では最も運行区間が短い路線であるが、大学病院利用者のほか、沿線住宅からの通勤客、千葉大学亥鼻キャンパスの学生が加わり終日混雑している。南矢作発着便については、日中は全便が千葉大学病院を経由するが、朝晩の一部の便と深夜バスは非経由となる。両者は系統番号が異なり、千葉大学病院経由便が「千03-1」、非経由便は「千04」である。なお、当路線は、高速バスを除くと東京都・千葉県に路線網を持つ京成バスの最南端の路線である。
この路線は、大正末期に千葉市街自動車が開設した省線千葉駅 - 大学病院（現在の千葉大医学部入口付近）線に端を発する路線で、千葉市街地における最も古いバス路線の1つである。1944年（昭和19年）の戦時統合によって、京成の運行となった。京成は、経営合理化の一環として1990年代後半から、グループ会社への委譲等により千葉市街地におけるバス路線の縮小を進めたが、その中で当路線は京成直系のまま残された唯一の路線である。
千葉駅 - 南矢作間は、ほぼ同じルートでちばシティバスの星久喜線が運行している。

終点の南矢作は乗務員用のトイレがあるが、敷地が狭く休憩には適さないため、沿線から外れた京成千原線千葉寺駅付近に大学病院線専用の休憩場所が設けられている。なお、この休憩場所は京成電鉄時代の千葉営業所が千葉寺ー京成稲毛駅間を運行していた際の休憩所と使用していた名残である。

以前、千葉都市モノレール1号線を大学病院・市立青葉病院付近まで延伸する計画があったが、この中で本路線と一部並行する「千葉大学南側ルート」による延伸が検討されていた。
平日日中では7分に1本程度という高頻度で運行されており、特に平日朝の8時台は4 - 6分間隔と非常に多くなっている。これにちばシティバス星久喜線が終日毎時2本程度加わるので実際はもっと本数が多い。ほぼすべてが千03-1として南矢作まで運行され、千葉大学病院止まりの千03は日中から夕方にかけて毎時1 - 2本程度、千03-1から振り替えられて運行される。
土休日は終日12 - 15分に1本程度運行されており、早朝・夜間～深夜以外はすべて千03-1として運行される。
平日・土休日とも早朝・夜間～深夜は、千葉大学病院のロータリーに入らない千04が代わりに運行される。

### 小倉団地線、ほおじろ線
- 千01：千葉駅 - 道場坂下 - ほおじろ台 - 東警察署 - 千城台駅 - 東三丁目 - 千城台車庫（ほおじろ線）
- 千01：千葉駅 - 道場坂下 - ほおじろ台 - 東警察署 - 千城台駅（ほおじろ線・深夜バス）
- 千01-1：千葉駅 - 道場坂下 - ほおじろ台 - 東警察署 - 千城台駅 - 公園前 - 千城台車庫（ほおじろ線）
- 千02：千葉駅 - 道場坂下 - 市営霊園 - 滑橋 - 小倉団地 - 千城台駅 - 情報大正門 - 御成台車庫（小倉団地線）
- ち73：千城台駅 - 文華の街  - 御成台車庫（ほおじろ線）
  - 昭和30年代前半：西千葉線、西千葉駅西口 - 汐見ヶ丘 - 新宿町 - 前・京成千葉駅 - 貝塚 - 市営霊園を開通。
  - 1966年（昭和41年）5月：西千葉駅西口 - 小倉団地入口（現・小倉台一丁目付近）に延長。
  - 1967年（昭和42年）4月：西千葉駅西口 - 小倉団地に延長。
  - 1967年（昭和42年）5月1日：千城台北町への路線を開通。（詳細不明。「緑と太陽の街をもとめて・千城台住宅地」による）
  - 昭和40年代：西千葉線を前・京成千葉駅発着に短縮、小倉団地線となる。
  - 1970年（昭和45年）5月：小倉団地線を千城台車庫まで延長、両住宅地統一経路での運行となる。ワンマン化。
  - 昭和50年代：国道126号経由便、国鉄千葉駅 - 旭町 - 坂月小・自動車試験場 - 小倉団地 - 千城台車庫を開通。
  - 1981年（昭和56年）11月30日：ほおじろ台経由便、千葉駅 - ほおじろ台 - 小倉団地 - 公園前 - 千城台車庫系統を開設。
  - 1988年（昭和63年）3月28日：モノレール開通に伴い、ほおじろ台経由便を東警察署、東三丁目経由に変更。モノレール駅にあわせた停留所名の改称を実施。
  - 1998年（平成10年）4月1日：小倉団地線を千葉駅 - 御成台車庫に変更。
  - 1999年（平成11年）12月16日：延命寺線の都賀駅・市営霊園発着便を貝塚経由に変更、祀霊都市桜木線となる。
  - 2004年（平成16年）12月20日：祀霊都市桜木線の都賀駅発着便を小倉団地線に統合、市営霊園発着便は天神橋坂上経由に変更し都町中通り線となる。
  - 2010年（平成22年）10月1日：都賀駅発着便の系統名を『千02』から変更。
  - 2021年（令和3年）10月1日：『千01-1』系統を新設。

若葉区の中央部にある小倉台・千城台住宅地と千葉駅を連絡する路線は、小倉団地線、ほおじろ線、都町中通り線の3線がある。このうち本節の2線は千葉駅を出発後、桜木町交差点まで国道51号を走行するグループである。
小倉団地は、千葉市の郊外住宅団地の中では大宮団地に次いで古く、入居開始は1964年（昭和39年）である。当時は団地内に乗り入れるバス路線がなく、住民はやむを得ず国道51号線上の滑橋や大聖寺前（現在のちばフラワーバス・小倉団地入口）の停留所を利用し、長い道のりを歩いて団地に向かっていた。この不便を解消すべく、1965年と翌66年の2回にわたって住民から京成電鉄に対してバス増発の要請が行われ、これに応える格好で1966年5月より団地内への乗り入れが開始された。
乗り入れ当初の路線は、西千葉駅を起点に京成千葉駅、国道51号、滑橋を経由し、現在の小倉台一丁目停留所付近までの運行であった。その後、住宅の増加に伴い、翌1967年4月に小倉団地停留所まで路線が延長され、あわせて小倉台四丁目（現・小倉台駅）停留所が設置された。
ところで、隣接する千城台はこの頃入居が始まっているが、同住宅地への輸送は当初、この小倉団地への路線でまかなわれていた。しかし、こちらも地区内乗り入れ路線の開通に向けて関係者間での調整が重ねられたことにより、1967年（昭和42年）5月1日に千城台北町を終点とする千城台専用線が開通する運びとなった（「緑と太陽の街をもとめて・千城台住宅地」による。詳細ルート不明）。また、翌1968年（昭和43年）には小倉団地行きの最終バス（21時50分・京成千葉駅発）が千城台まで延長されている。
これ以降、昭和40年代半ば頃に至るまでの間、小倉団地ではすでに人口の定着化が進み、後発の千城台でも住宅の建設や入居が順調に進んでいた。このような状況からバス利用者の数も増加の一途を辿り、都賀駅の開業後同駅への路線が開通してもなお、利用者の8割は千葉市街方面に集中し、その輸送状況は難渋を極めていた。そこで、京成はこの状況を打開すべく、1970年5月、両団地統一経路による千城台車庫までの路線延伸を行い、同時に増車するとともにワンマン運転への切り替えを行った。
その後、昭和50年代に入ると小桜橋通りが開通し、沿線のほおじろ台では住宅地の分譲や病院の建設が進められた。これに伴い、千城台・小倉台と千葉駅を結ぶ第2ルート路線として、1981年（昭和56年）11月にほおじろ台経由便が開通した。この便は当初、西小倉を過ぎると小倉台四丁目方面に向かい、その先は51号経由便と同じルートで運行していたが、1988年（昭和63年）のモノレール開通時の改正で小倉団地非経由となって千城台への到達時間が短縮され、同時に千城台東地区を迂回運行するよう変更された。なお、この便の開設当初、運行本数は5：7の割合で51号経由便が多かったが、現在は両者がほぼ同数となっている。
1998年（平成10年）の千葉営業所移転と同時に御成台車庫担当となり、51号経由便は千城台駅から御成台車庫に至るルートとなった。一方、ほおじろ台経由便はこの改正によるルートの変更はなかった。
千01、千02ともに日中は毎時3本程度、千01の平日の千葉駅発23時30分以降は千城台駅止まりとなる。

### 都町中通り線
- 千05：千葉駅 - 鶴沢町 - 天神橋坂上 - ほおじろ台 - 公営住宅 - 千城台駅 - 情報大正門 - 御成台車庫
- 千05：千葉駅 - 鶴沢町 - 天神橋坂上 - ほおじろ台 - 公営住宅 - 千城台車庫
- 千06：千葉駅 - 鶴沢町 - 天神橋坂上 - ほおじろ台 - 公営住宅 - 千城台駅 - 文華の街 - 御成台車庫
- 千07：千葉駅 - 鶴沢町 - 天神橋坂上 - 市営霊園
  - 1968年（昭和43年）3月：前・都賀線（都賀駅 - みのり幼稚園 - 小倉団地 - 南二丁目）が開通。公営住宅経由と北二丁目経由の2系統。その後、滑橋と北二丁目を経由する系統ができる。
  - 昭和40年代：黒砂線の分割により延命寺線（国鉄千葉駅 - 都小入口 - 市営霊園）が運行開始。
  - 1988年（昭和63年）3月28日：モノレール開通に伴い、都賀線は北二丁目を経由する2系統を廃止、都賀駅 - 滑橋 - 公営住宅 - 千城台車庫系統を新設。
  - 1997年（平成9年）3月1日：都賀線が廃止され、千葉駅 - 貝塚 - ほおじろ台 - 公営住宅 - 千城台車庫系統を開通。
  - 1998年（平成10年）4月1日：延命寺線が都賀駅まで延長。また、公営住宅系統が延命寺線に統合され、千葉駅 - 鶴沢町 - 都小入口 - ほおじろ台 - 公営住宅 - 公園前 - 千城台駅 - 情報大正門 - 御成台車庫に変更。
  - 1999年（平成11年）12月16日：延命寺線・御成台車庫系統が都公園・天神橋坂上経由に変更され、都町中通り線に改称。都賀駅・市営霊園系統が貝塚経由に変更され、祀霊都市桜木線となる。
  - 2004年（平成16年）12月20日：午前の御成台車庫発便、午後の千葉駅発便が文華の街経由（千06）に変更。千葉駅 - 天神橋坂上 - 市営霊園系統（千07）も少数運行されるようになる。

都町中通り線は、千葉駅から国道51号と国道126号の中間を通る都町中通り方面へ向かう路線である。本数の大半を占める御成台車庫発着便は、千城台に入ると公営住宅のある千城台南地区を経由する。
この路線の原型は、都賀駅と千城台南地区を結んでいた旧・都賀線と、千葉駅から鶴沢町を経由して市営霊園に至る延命寺線という2つの路線である。幾度かの経路変更を経て、1999年（平成11年）に都町中通りを経由して千葉駅と御成台車庫を結ぶ路線となった。その後、御成台地区での経路変更等を経て今に至っている。

### 都賀線
- つ01：都賀駅 - 若葉区役所 - 小倉台四丁目 - 千城台北駅 - 鷹の台四丁目 - 情報大正門 - 御成台車庫
- つ02：都賀駅 - 若葉区役所 - 市営霊園 - 道場坂下 - 千葉駅
  - 2000年（平成12年）7月16日：都賀駅 - 小倉台四丁目 - 鷹の台四丁目 - 御成台車庫便が祀霊都市桜木線の一部として開通。
  - 2005年（平成17年）：都賀線と呼称変更。
  - 2010年（平成22年）10月1日：系統名を『賀01』から変更。

都賀線は、都賀駅から小倉台四丁目、鷹の台四丁目を経由して御成台車庫に至る路線である。千葉営業所の中では新しい路線であり、2000年（平成12年）に当時の祀霊都市桜木線の一部便として運行を開始した。つ02は1日3本のみの運行である。

### 情報大直通線
- 情02：千葉駅 - 情報大正門 - 東京情報大学
  - 2015年（平成27年） 11月26日現在、4往復8便が運行されている。

土日祝日、長期休業日は運休。

### マリンスタジアム臨時バス
- 直通：海浜幕張駅（プレナ幕張） - （無停車） - ZOZOマリンスタジアム

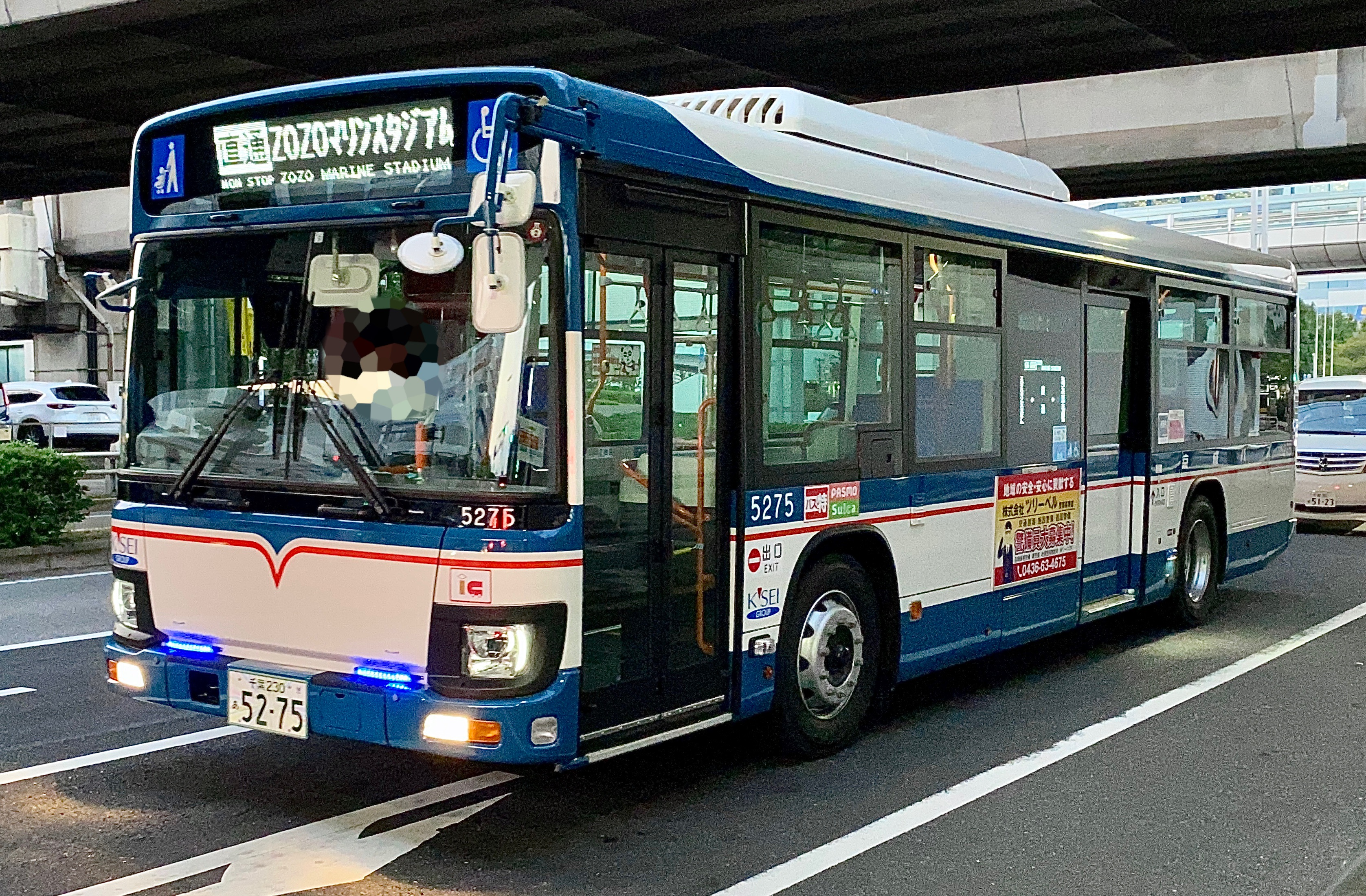
海浜幕張駅とZOZOマリンスタジアムを結ぶ直通バス（2020年10月2日撮影）

## 高速路線

### 成田空港発着便
成田空港から関東近県へのリムジンバスを運行しており、主に東京都・神奈川県・千葉県・埼玉県方面を担当する。
- 小岩駅・一之江駅・葛西駅《奥戸営業所との共同管轄路線》
  - 2004年（平成16年）5月1日運行開始。
- 吉祥寺駅《小田急バス・関東バス・東京空港交通と共同運行》
  - 2008年（平成20年）7月16日運行開始
- 新百合ヶ丘駅・たまプラーザ駅・センター南駅《東急バス・小田急バスと共同運行》
- 平塚（田村車庫）・本厚木駅《神奈川中央交通と共同運行》2025年7月15日廃止予定[1]
- 橋本駅・町田バスセンター・相模大野駅・南町田グランベリーパーク駅《神奈川中央交通と共同運行》
- 【ONライナー号】：西武バス大宮営業所・大宮駅西口・さいたま新都心駅西口《東武バスウエスト・西武観光バス・国際興業・千葉交通と共同運行》
- 所沢駅・東所沢駅・和光市駅《西武バスと共同運行》
- 市原バスターミナル・三井アウトレットパーク・木更津金田バスターミナル・木更津駅
- 鷹岡車庫・新富士駅・沼津駅《富士急静岡バスと共同運行》
- 横浜駅（YCAT）・みなとみらい地区《京浜急行バスと共同運行》
- 【エアポートバス東京・成田】：東京駅・銀座駅・東雲車庫《新習志野高速営業所、長沼営業所、奥戸営業所と共管、京成バス千葉ウエスト（塩浜営業所）・京成バス千葉セントラル（船橋営業所）・京成バス千葉イースト（四街道営業所、成田営業所、多古営業所、成田空港営業所）・平和交通・あすか交通・西岬観光・JRバス関東と共同運行》
  - 旧・東京シャトル。2013年3月30日より路線参入。
- 富士急ハイランド・富士山駅・河口湖駅《フジエクスプレスと共同運行》
  - 2016年7月16日、成田空港 - 秋葉原駅 - 富士急ハイランド - 富士北麓駐車場 - 河口湖駅 - 富士山駅の運行開始。
  - 2017年7月15日、富士急行観光との共同運行開始。
  - 2020年3月19日、新型コロナウィルス感染症拡大に伴い運休。
  - 2023年8月1日、共同運行会社がフジエクスプレスに変更となり運行再開。
- 【成田シャトル大崎線】：芝山町役場 → 芝山中学校入口 → 成田空港 → 大崎駅《新習志野高速営業所との共同管轄路線、WILLER EXPRESS北信越・京成バス千葉イースト成田営業所と共同運行》
  - 2017年2月1日運行開始。
  - 2022年8月1日、成田シャトル池袋線開設により、成田シャトルから成田シャトル大崎線に改称。

※当営業所は大崎駅西口バスターミナル行き1便のみ運行（大崎駅西口バスターミナル発の京成バス担当便は新習志野高速営業所が担当）。
- 千葉中央駅・千葉駅西口・千葉みなと駅・幸町第三・稲毛駅東口《京成バス千葉イースト（四街道営業所）と共同運行》
  - 2019年3月28日、運行開始。
- 【成田シャトル池袋線】：池袋駅西口 - 成田空港《WILLER EXPRESS・国際興業バス・リムジン・パッセンジャーサービスと共同運行》
  - 2022年8月1日、運行開始。
- 貸切：成田空港 - ららぽーとTOKYO-BAY

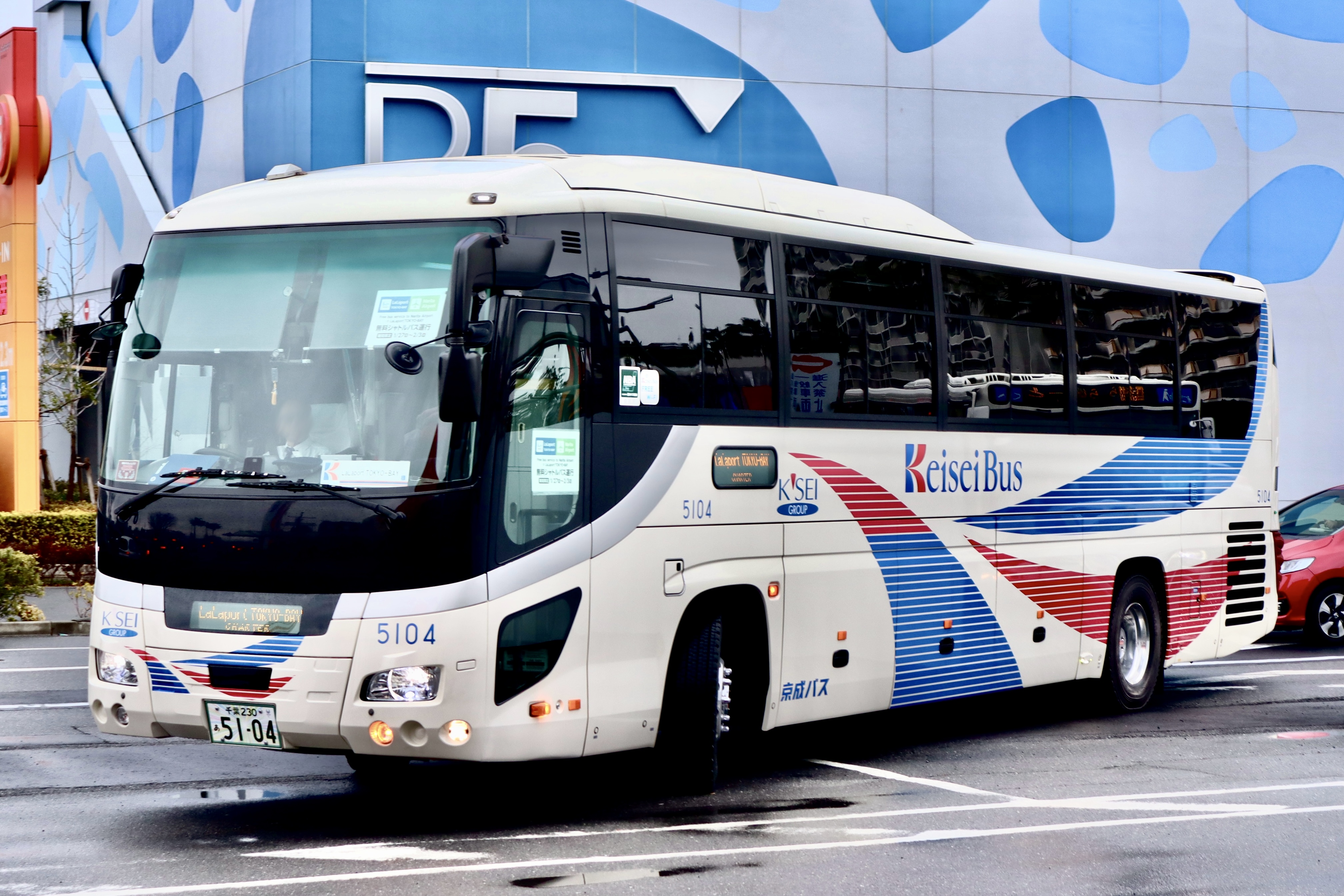
成田空港とららぽーとTOKYO-BAYを結ぶシャトルバス

- - 2025年1月27日〜2月3日：期間限定で無料運行を実施[2]。

### マイタウン・ダイレクトバス
- 東京 - 千城台・御成台線
  - 御成台車庫 - 情報大学正門 - 千城台駅- 小倉台駅 - 小倉団地入口 - 東京駅3番 - 東雲車庫
  - 2010年（平成22年）9月16日開業

千葉営業所の高速バス路線で初のICカード対応路線。奥戸営業所同様一水製の金庫にIC装置を取り付けにて対応。

#### 短距離高速バス
- 海浜幕張駅・第三中学校・京成津田沼駅・JR津田沼駅・西船橋駅 → 富士急ハイランド・西原上・富士山駅・河口湖駅《フジエクスプレスとの共同運行》

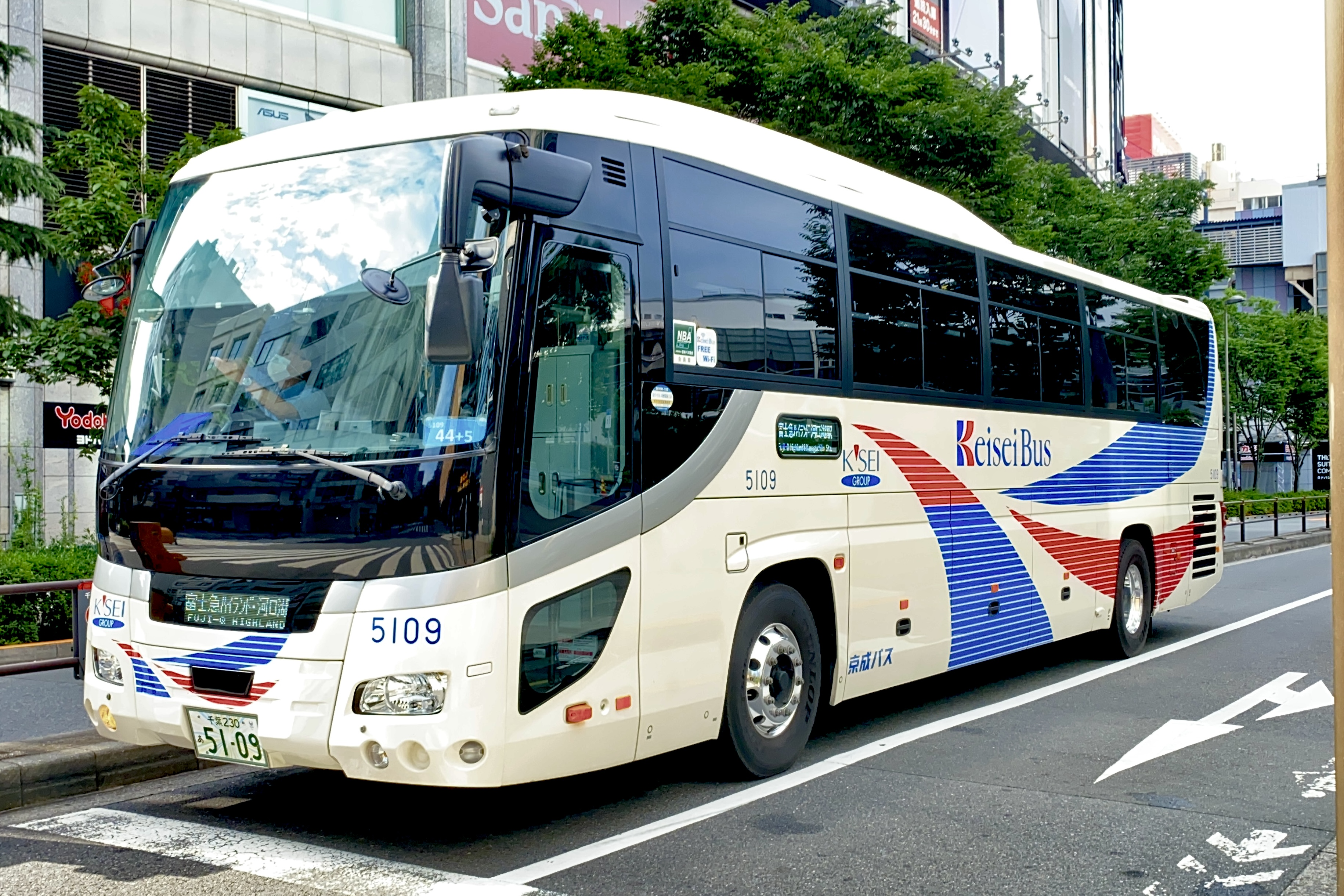
富士急ハイランドに向かう5109号車

2017年7月14日までは季節限定運行便として、新習志野高速営業所と富士急山梨バス（現・富士急バス）が担当していた。
- - 2017年7月15日、通年ダイヤとして運行開始。運行担当が千葉営業所と富士急行観光（現・フジエクスプレス）に変更となる。
  - 2021年10月16日、後述の御殿場プレミアム・アウトレット線開設に伴い片送りとなる。（富士急行観光の単独運行）
  - 2021年12月1日、京成バス運行再開。共同運行会社がフジエクスプレスとなる。

- 秋葉原駅 → 富士急ハイランド駅・河口湖駅《フジエクスプレスとの共同運行》

2017年7月14日までは、成田空港と秋葉原・富士急ハイランド・河口湖駅を結ぶ路線として運行されていた。
- - 2017年7月15日、成田空港-富士急ハイランド・河口湖線から系統分離し運行開始。
  - 2021年10月16日、後述の御殿場プレミアム・アウトレット線開設に伴い片送りとなる。（富士急行観光の単独運行）
  - 2021年12月1日、京成バス運行再開。共同運行会社がフジエクスプレスとなる。

- 御殿場プレミアム・アウトレット → （無停車） → 秋葉原駅《フジエクスプレスとの共同運行》
  - 2021年10月16日、富士急行観光が単独で運行開始。
  - 2021年12月1日、京成バス運行開始。（フジエクスプレスと共同運行）

- 御殿場プレミアム・アウトレット → 西船橋駅・JR津田沼駅・京成津田沼駅《フジエクスプレスとの共同運行》
  - 2021年10月16日、富士急行観光が単独で運行開始。
  - 2021年12月1日、京成バス運行開始。（フジエクスプレスと共同運行）

- 幕張メッセ中央 - （無停車） - 横浜シティ・エア・ターミナル(YCAT)

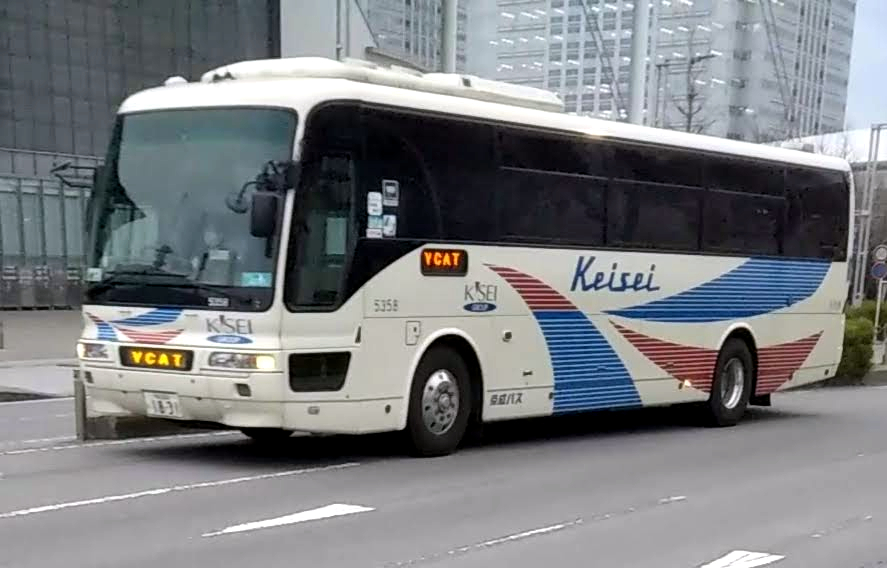
幕張メッセ発YCAT行き臨時シャトルバス

《京成バス千葉ウエスト（塩浜営業所）・京成バス千葉イースト（新港営業所）と共同運行》
- 【直行カシマサッカー号】：東京駅 - （無停車） - カシマサッカースタジアム《JRバス関東・JRバステック・関東鉄道・京成バス千葉ウエスト（新港営業所）と共同運行》

奥戸営業所担当のかしま号定期便と異なり、座席指定制で途中無停車。このためかしま号とは別の系統と認識されている。
- ZOZOマリンスタジアム → （無停車） → 東所沢駅・所沢駅

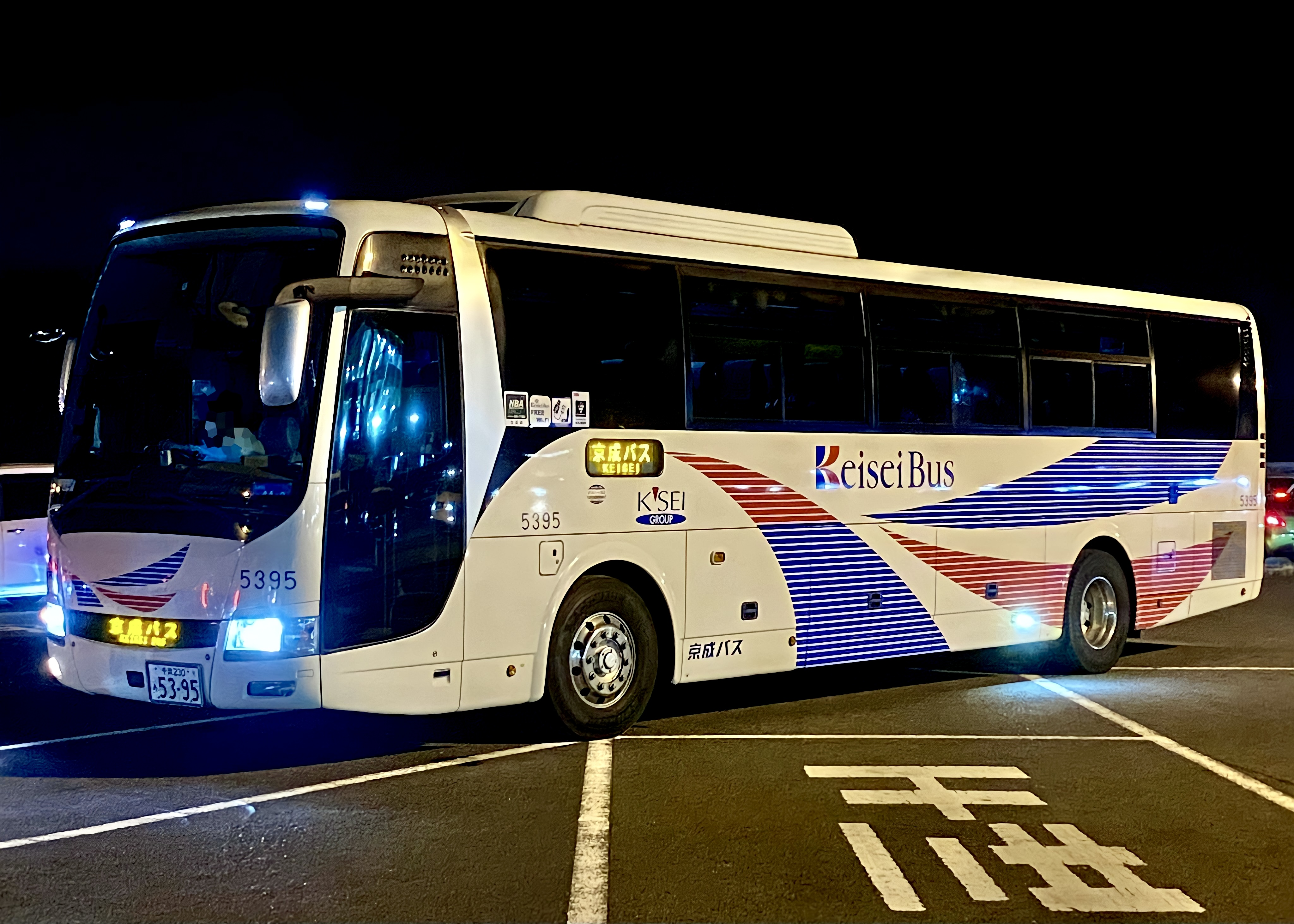
ZOZOマリンスタジアム発所沢行きとなる5395号車

元々は、新型コロナウィルス禍で運休となった『成田空港 - 和光市・東所沢・所沢線』の路線免許を利用し、所沢市から遠征に来たライオンズファンを乗り換えなしで帰宅してもらう事を念頭に開始された路線である。当初は同年9月15日の対ライオンズ最終戦でも運行予定があり、翌2023年シーズンにおいても対埼玉西武ライオンズ戦がZOZOマリンスタジアムで開催される際は運行する事が計画されていた。結局、会社判断により運行中止に至り以後運休となる。
- - 2022年8月23日〜25日：千葉ロッテマリーンズ対埼玉西武ライオンズ3連戦にて運行[3]。

- 東雲車庫 / 東京駅八重洲口前 - 木更津金田バスターミナル - 君津ターミナル - 君津駅南口 （- 青堀駅 - イオンモール富津） 《日東交通と共同運行》
- 東京駅八重洲口前 ← 三井アウトレットパーク 木更津 《日東交通と共同運行》
  - 2023年10月1日より新習志野高速営業所担当便が当営業所に移管。三井アウトレット系統は上りのみ担当。

### 廃止された路線
- 秋葉原駅 - 成田国際空港
  - 2007年（平成19年）3月20日 開業 - 2008年（平成20年）4月1日休止。千葉交通との共同運行。
- 小田原駅 - 成田国際空港
  - 京成撤退後も、富士急湘南バスのみで運行継続したが、2012年4月から運行休止となっている。

### 移管された路線
- 千葉中央駅 - JR千葉駅 - 稲毛海岸駅 - 検見川浜駅 - 海浜幕張駅 - 羽田空港

開通当初は千葉営業所の担当だったが、後に船橋高速貸切センター（現・新習志野高速営業所）に移管。これにより千葉営業所は羽田空港から撤退した。京浜急行バス・東京空港交通との共同運行。

## 廃止・移管された一般路線

### 京成電鉄時代に移管・または廃止された路線

#### 八千代台線
- 京成千葉駅 - 作草部 - 穴川十字路 - 草野車庫 - 畑小学校 - 長作新田 - 実籾駅 - 高津新田 - 八千代台駅

#### 黒砂線
- 大学病院 - 京成千葉駅 - 商高前 - 西千葉駅 - 黒砂町 - 京成稲毛駅 - 園生市営住宅

1957年（昭和32年）6月25日付で新設。昭和40年代に西千葉駅で分割され、延命寺線（現・都町中通り線）と京成団地線に分かれる。その後、京成団地線は長沼営業所に移管された。

#### 検見川線
- 京成千葉駅 - 吾妻町二丁目（現・中央二丁目） - 稲毛海岸 - 検見川小学校 - 畑小学校

1958年（昭和33年）2月15日運行開始。昭和40年代に新検見川駅で打ち切られ、長沼営業所へ移管。

#### 宮野木線
- 京成稲毛駅 - 園生 - 宮野木

#### 稲毛団地線
- 稲毛駅 - 浅間神社 - 稲毛団地

1967年（昭和42年）開設。公務員住宅線（現・ちばシティバスプラウドシティ線）と一体で運行されたが、千葉海浜交通の真砂線が稲毛駅発着となったことで乗客が流出し、1986年（昭和61年）3月3日の国鉄京葉線開業に伴う路線再編成で廃止。

#### 西千葉線（2代）
- 西千葉駅 - 千葉興銀本店 - 幸町団地

#### 都賀線（初代）
- 都賀駅 - みのり幼稚園 - 小倉団地 - 南二丁目
- 都賀駅 - 滑橋 - 公営住宅 - 千城台車庫

都町中通り線の前身。千葉駅直通の千05系統にリニューアルするため、1997年（平成9年）2月28日限りで廃止となった。なお廃止にあたって、都賀駅と大聖寺裏の間にあった3つの停留所が、並走する平和交通に移譲された。

### ちばシティバスへ移管された路線

#### 穴川線
- 千23：千葉中央駅 - 中央二丁目 - 千葉駅 - 市民会館 - 公園球場 - 作草部駅 - 公務員住宅 - 千草台団地 - 穴川駅 - スポーツセンター駅 - 草野車庫

千葉都市モノレール2号線全線開通に伴う路線再編成で、横戸線と八千代台線のスポーツセンター駅以南を分割して誕生。ちばシティバスに移管後、2016年12月16日付で穴川駅から先稲毛駅へ行くように経路変更された。

#### 星久喜線
- 千葉駅 - 広小路 - 郷土博物館・千葉県文化会館 - 中央博物館 - 市立青葉病院 - 南矢作 - 星久喜 - 川戸

1955年（昭和30年）7月15日付で新設。途中の南矢作までは大学病院線と同じルートを通る。最盛期には千葉駅を越えて福祉センターまで運転していたが、千葉駅発着に戻された後、2001年9月16日付でちばシティに移管。

#### 公務員住宅線
- 稲毛駅 - 公務員住宅

#### 千草台団地線
- 西千葉駅 - 東高校 - 作草部駅 - 公務員住宅 - 千草台団地

1967年（昭和42年）開通。草野車庫の独立とともに長沼へ移管され、JR西千葉駅を発着する最後の京成バス路線として残ってきたが、2018年（平成30年）3月16日付でちばシティへ移管。

#### 千葉寺線
- 京成稲毛駅 - 稲毛駅 - 女子高校 - 穴川十字路 - 作草部駅 - 公園球場 - 千葉駅 - 千葉中央バス本社前 - 千葉寺

1999年12月15日限りで千葉駅と千葉寺の間が廃止となり、翌16日付でちばシティに移管。2010年（平成22年）3月12日限りで休止となった。

### 千葉内陸バスへ移管された路線

#### 横戸線
- 京成千葉駅 - 作草部（現・作草部駅） - 穴川十字路 - 長沼 - 弁天前 - 京成大和田駅

草野車庫が担当。1969年に長沼へ移管後、モノレール千葉駅開業時にスポーツセンター駅で分割される。スポーツセンター駅以北は2013年に千葉内陸バスみつわ台車庫に移管された。

#### 臼井線
- 京成千葉駅 - 貝塚 - 原入口 - 高野山 - 京成臼井駅 - 印旛沼
- 京成千葉駅 - 貝塚 - 原入口 - 高野山 - 臼井駅 - 京成佐倉駅
- 京成千葉駅 - 貝塚 - 原入口 - 四街道町役場 - 栗山 - 千代田団地

千葉四街道線の基礎。長く佐倉営業所（現・ちばグリーンバス）担当が続いたが、千葉都市モノレール千葉駅開業と同時に四街道駅で分割され、四街道駅以南が千葉担当となって千葉四街道線と改称した。2001年9月16日付で千葉内陸バスに移管。なお1976年（昭和51年）に千葉内陸が営業開始する前は、千代田団地（現・千葉内陸バス本社・千代田営業所）折り返しも存在した。

#### 正善院線
- 千葉駅 → 国立病院 → 正善院 → 作草部 → 千葉駅
- 千葉駅東口 - 院内町 - 財務局 - 国立千葉医療センター - 正善院 - 都賀小学校 - 作草部駅 - 東高校 - 西千葉駅

戦前の千葉市街自動車循環線に源流を発する歴史のある路線。モノレール開業後、千葉駅へ戻らないルートに変更され、1998年（平成10年）2月1日付で千葉内陸バスみつわ台車庫に移管。

#### 吉岡線
- 四街道駅 - 吉岡 - 御成台車庫 - 情報大正門 - 鷹の台三丁目 - 徳洲会病院 - 千城台駅

1993年（平成5年）に四街道駅と鷹の台三丁目の間が開通。翌1994年に千城台駅まで延長されるが、2006年（平成18年）3月16日付で千葉内陸バス千代田営業所に移管。

### 千葉中央バスへ移管された路線

#### 坊谷津線
- 千葉駅 - 千城局 - 坊谷津 - 大宮団地

1955年（昭和30年）7月15日付で新設。1960年代後半、千葉中央の前身の東洋交通が京成傘下となった際に譲渡された。

#### 大学線
- 蘇我駅東口 - 宮崎一丁目 - 千葉寺駅 - 芸術文化ホール - 中央博物館 - 大学病院（小湊鐡道と共同運行）

1999年に新設されたときは京成電鉄・千葉中央・小湊の3社共同運行だったが、2001年に京成が撤退、千葉中央と小湊の2社で存続する。

### 千葉海浜交通へ移管された路線

#### 幸町団地線
- 千葉駅 - 千葉中央駅 - 問屋町 -　神明町　- 千葉みなと駅 - 幸町団地（小湊鐡道と共同運行）

#### 中央港線
- 千葉駅北口 - 登戸海岸渚跡 - 千葉みなと駅 - 木材団地 - 新港 - 中央卸売市場（小湊鐡道と共同運行）

1969年（昭和44年）4月15日付で運行開始。小湊鐡道と京成の共同運行だったが、1997年（平成9年）に京成運行便が千葉海浜交通に移譲される。その後、2008年3月31日限りで千葉海浜が撤退、小湊鐡道単独となった。

### ちばフラワーバスへ移管された路線

#### 東金線
- 千葉駅東口 - 鶴沢小学校 - 加曽利 - 大草 - 北谷津ゴルフ乗馬クラブ入口 - 宮田 - 中野操車場 - 東金駅入口 - 家の子 - 成東駅

成東車庫が千葉営業所配下だった時代は全線担当。1995年（平成7年）にちばフラワーが発足した後は、中野操車場折り返し便を中野線の路線名で引き受けたが、1999年（平成11年）12月16日付でちばフラワーに全面移管された。

#### 八街線
- 千葉駅 - 都賀駅 - 若葉区役所 - 吉岡 - 並木 - 町方 - 八街駅

旧佐倉自動車時代の1926年（大正15年）に町方まで開通し、1931年（昭和6年）に八街駅まで延長。1960年代には現在のちばフラワー八街線のルートで成東車庫まで伸びていた。千葉都市モノレール千葉駅開業に伴う路線再編成で千葉駅と都賀駅の間が廃止になり、1995年に千葉営業所中野車庫へ移管されたが、1998年（平成10年）4月1日付でちばフラワーに再移管の後、2014年（平成26年）3月31日限りで廃止。

#### 宮田線
- 千葉駅東口 - 鶴沢小学校 - 加曽利 - 大草 - 北谷津ゴルフ乗馬クラブ入口 - 宮田 - 川崎十字路
- 千城台駅 - 泉高校 - 川崎十字路

1956年（昭和31年）開設。千葉都市モノレール千葉駅開業に伴う路線再編成で千城台駅発着に変更され、1998年（平成10年）4月1日付でちばフラワーへ移管。さらに若葉区コミュニティバス『さらしなバス』の事業拡張のため、2005年（平成17年）8月31日限りで廃止となった。

#### 新八街線
- 京成千葉駅 - 吉倉 - 八街駅
- 千城台駅 - 吉倉 - 八街駅

1951年（昭和26年）開設。1991年に千城台駅発着に短縮され、1998年（平成10年）4月1日付でちばフラワーに移管。さらに若葉区コミュニティバス『おまごバス』へ移行のため、2005年（平成17年）8月31日限りで廃止。

#### 八街南線
- 八街駅 - 吉田 - 吉倉 - 中野操車場

元々成東車庫の路線で、ちばフラワーの営業開始時に中野車庫へ移管されたが、1998年（平成10年）4月1日付でちばフラワーへ再移管。

## 車両
一般路線と高速路線（成田国際空港リムジンバス、マイタウン・ダイレクトバス）を担当することから、一般路線車と高速路線車が配置されている。一般路線車は、日野自動車製の車両も少数あるものの多くはいすゞ自動車製の大型車（エルガ）で占められている。2015年11月には、フルモデルチェンジされた新型エルガが初めて配置された。環境にやさしい低公害車も纏まった台数が在籍しており、いすゞ・エルガハイブリッド5台、日野・ブルーリボンシティハイブリッド2台が配置されている。特徴として、配置車両の中には、車内の吊革が優先席付近以外を含め全てオレンジ色で持ち手が三角形、かつ吊革の一部の持ち手高さを低い位置に変えている車両もある。かつてはいすゞキュービック純正車や富士重工業製車体架装車もまとまった数が配置されていた。近年、その一部車両はちばシティバスに譲渡されている。高速路線車両は、基本的に三菱ふそうのみが配置されている。2015年12月時点で、三菱ふそう・エアロエース及び三菱ふそう・エアロバスが在籍しており、リムジンバスを中心に担当路線が多いために配置車両数も多い。